# NGC 574
NGC 574 est une galaxie spirale barrée située dans la constellation du Sculpteur. NGC 574 a été découverte par l'astronome britannique John Herschel en 1834.

## Caractéristiques
Sa vitesse par rapport au fond diffus cosmologique est de 5 497 ± 18 km/s, ce qui correspond à une distance de Hubble de 81,1 ± 5,7 Mpc (∼265 millions d'al).
À ce jour, trois mesures non basées sur le décalage vers le rouge (redshift) donnent une distance de 72,017 ± 5,547 Mpc (∼235 millions d'al), ce qui est à l'intérieur des valeurs de la distance de Hubble. Notons cependant que c'est avec la valeur moyenne des mesures indépendantes, lorsqu'elles existent, que la base de données NASA/IPAC calcule le diamètre d'une galaxie et qu'en conséquence le diamètre de NGC 574 pourrait être d'environ 35,4 kpc (∼115 000 al) si on utilisait la distance de Hubble pour le calculer.
La classe de luminosité de NGC 574 est II.